# 水溶液

在水中溶解的鈉離子，其第一層溶劑殼

水溶液（aqueous solution，aq）是指溶劑是水的溶液。在化學反應中，若反應物或生成物為水溶液，一般會在其化學式右下方加上 (aq) 識別。例如食鹽NaCl的水溶液，會用 NaCl(aq) 或 Na+
(aq) + Cl−
(aq) 表示。由於水是自然界蘊含豐富的良好溶劑，因此在化學中常用到水溶液。
具有疏水性的物質不溶於水中，而具有親水性的物質才能形成水溶液。像食鹽即為親水性的物質。若依照酸鹼電離理論，酸和鹼也是親水性物質。
物質是否溶於水，主要是根據物質和水之間是否可以產生強大的吸引力，而且需要大於水和水之間的分子间作用力。若將無法溶於水的固體物質加入水中，則會產生沉澱。
若水溶液可以有效的傳導電流，則水溶液中含有強電解質，反之則表示水溶液中只有弱電解質。強電解質是指在水中會完全解离的物質，而弱電解質在水中只會部份解离。
非電解質是指可以溶於水，但仍不會產生離子，仍保留分子完整性的物質。非電解質有糖、尿素、甘油和二甲基碸。
當計算有水溶液在內的化學反應時，一般需要知道溶液的濃度及體積莫爾濃度。
許多水溶液是透明的，但可能因為其中的離子不同，而產生不同的顏色。

## 常見的水溶液
- 鹽水
- 糖水
- 氨水
- 碳酸水
- 氫氯酸
- 硫酸